# گذرنامه هنگ کنگی

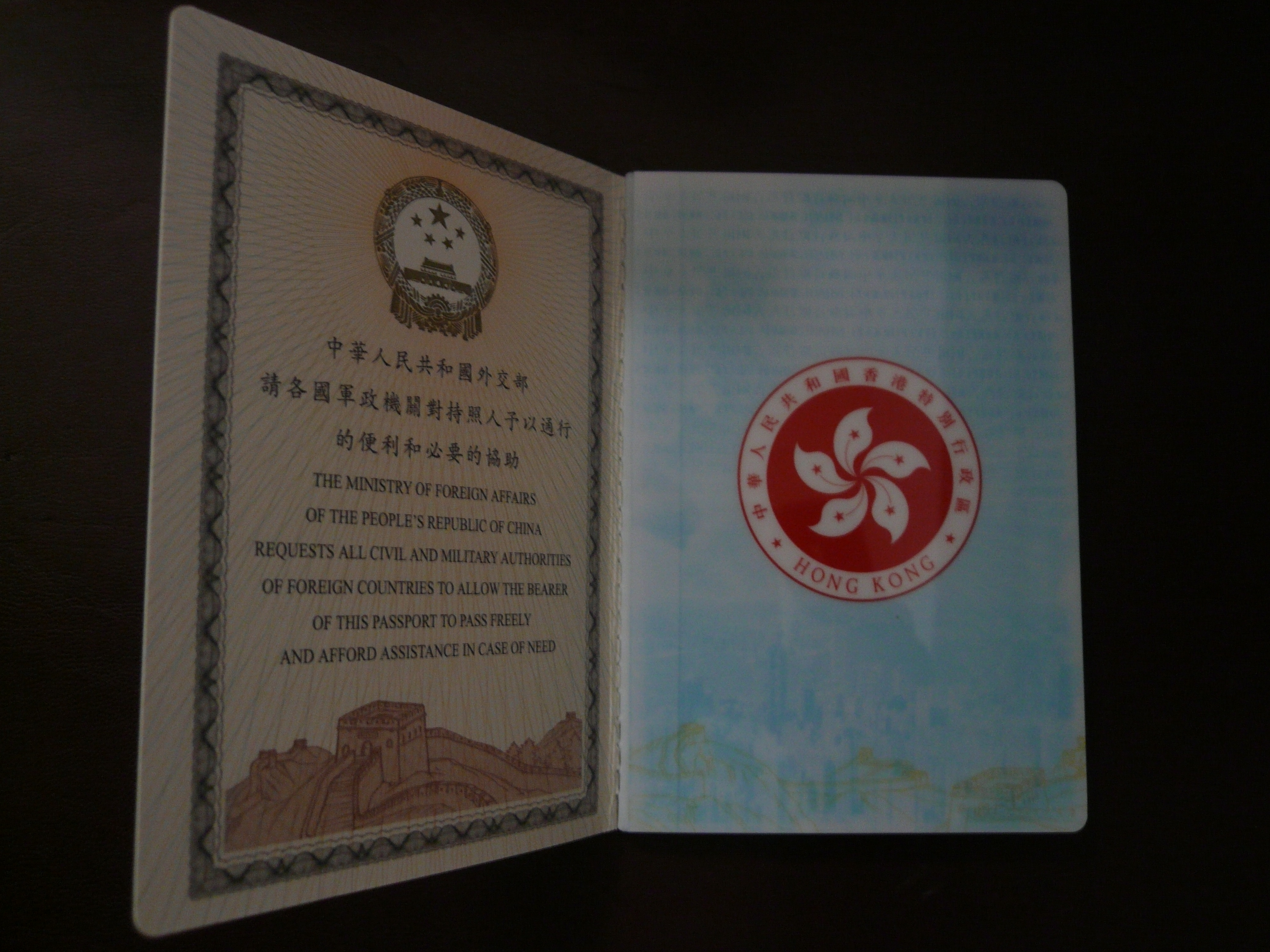
نمایی از یک‌نسخه گذرنامهٔ هنگ کنگی در سال ۲۰۱۰

گذرنامهٔ هنگ کنگی یک مدرک سفر بین‌المللی است که توسط کشور هنگ کنگ صادر می‌شود و بنا بر داده‌های سال ۲۰۲۳، دارندگان آن می‌توانستند به ۱۷۰ کشور دیگر بدون دریافت ویزا سفر کنند یا ویزا را در بدو ورود دریافت نمایند. این گذرنامه بر اساس رتبه‌بندی شاخص گذرنامهٔ هنلی در سال ۲۰۲۳ در رتبهٔ ۱۹ قرار داشت.